# Kenneth Charney
Kenneth Langley Charney (Quilmes, Buenos Aires;1920-La Massana, Principado de Andorra, 1982) fue un piloto voluntario argentino en la Royal Air Force que con 12 derribos, se transformó en el as argentino que históricamente más victorias aire-aire alcanzó. Héroe argentino de la Segunda Guerra Mundial.

## Orígenes
Nació en la localidad bonaerense de Quilmes pero vivió en la ciudad Bahía Blanca (al sudoeste de la provincia de Buenos Aires) hasta los 13 años. Gracias a la profesión de su padre, un ejecutivo de la compañía Anglo Mexican Petroleum conoció pioneros de la aviación como Antoine de Saint Exupéry, el autor de El principito, y piloto celebérrimo entonces enrolado en la línea postal que operaba en la Patagonia. Su padre, nacido en Inglaterra, expendía combustible para la Aeroposta. Había venido muy joven a Bahía Blanca y combatió en el Ejército del Reino Unido durante la Segunda Guerra Mundial, logrando ser condecorado con la Cruz Militar. Luego regresó a la Argentina.

## As de la Segunda Guerra Mundial
Al estallar la Segunda Guerra Mundial, fue uno de los cerca de 4000 ciudadanos argentinos que se enrolaron en los ejércitos aliados de la denominada Acción Argentina una fuerza argentina en bando aliado. Ingresó en la RAF, la fuerza aérea británica, y a comienzos de junio de 1942 inició su periplo bélico en la defensa de Malta. Fue aquí donde consiguió la primera de las siete victorias confirmadas y un Macchi 202 italiano que coleccionó hasta el final de la conflagración. Elevado a la categoría de as de la aviación cinco aviones enemigos abatidos, mínimo fue el más letal de los pilotos argentinos de la II Guerra Mundial, con su mítico avión Spitfire. En Malta se ganó el apodo de Caballero Negro, por su temeraria táctica consistente en atacar de frente los escuadrones de bombarderos alemanes para provocar su estampida y proceder a liquidarlos uno a uno. Pero su momento de mayor gloria militar lo vivió tres años más tarde sobre los cielos de Normandía, donde tuvo a sus órdenes a Pierre Clostermann, el gran as francés de 23 victorias en sus alas y donde fue el primer piloto aliado en descubrir los restos del VII Ejército en retirada en la bolsa de Falaise, en una célebre acción que ha pasado a los libros de historia militar.
Charney desfiló por los escuadrones 185, 602 y 132 de la RAF. Con este último fue transferido al Pacífico, en diciembre de 1944, y estacionado en Sri Lanka entonces, todavía Ceilán, para preparar la invasión de Malasia. No llegó a entrar en combate. A finales de la guerra entra al servicio de Lord Mountbatten, el último virrey de la India, y reingresa inmediatamente después a la carrera militar, hasta que deja la RAF en 1970. Tras una breve periodo como instructor de la fuerza aérea saudí, se estableció en España y, a mediados del decenio recala definitivamente en Andorra primero en Soldeu, después en La Massana con June Cherry, con quien se casaría en 1980. En 1982 falleció debido al alcoholismo.

## Descubrimiento del as y repatriación de los restos a Argentina
El trabajo del historiador argentino Claudio Meunier permitió descubrir los restos de Charney en el Cementerio del Bosque de la Quera en La Massana, Andorra, cuando incluso la familia los había dado por desaparecidos. Pero no lo estaban, sino simplemente olvidados y en peligro inminente de desalojo, porque el alquiler del nicho había dejado de pagarse en 1988, y durante todo este tiempo se había acumulado una deuda de 1.291 euros que amenazaba la supervivencia de la humilde tumba.
En el mes de noviembre de 2008, El Periodic de Andorra se hizo eco en un reportaje titulado El héroe sin nombre del nicho 209 del tristísimo destino de los restos de Kenneth Langley Charney olvidados en un nicho anónimo del cementerio. A raíz del reportaje, el Cementerio de La Massana se contactó con Meunier, se verificaron los datos, y la corporación colocó en el nicho 209 una modesta lápida – “Aquí fue enterrado Kenneth Langley Charney, héroe de la II Guerra Mundial”- que recuerda la identidad de su ilustre inquilino.
Meunier, además, ha asegurado que los restos de Charney no acaben en el osario mientras acaba de reunir los cerca de 11 000 euros que le permitirían repatriar el féretro a la Argentina, donde el aviador había manifestado en vida que quería ser enterrado.
Finalmente terminó siendo repatriado a la Argentina el 9 de mayo de 2015 al cementerio británico de la Chacarita con todos los honores militares tanto argentinos como británicos, presenciando su funeral el as militar que combatió en la Guerra de las Malvinas, el tucumano Luis Cervera.